# Герцогство Курляндії і Семигалії (1918)

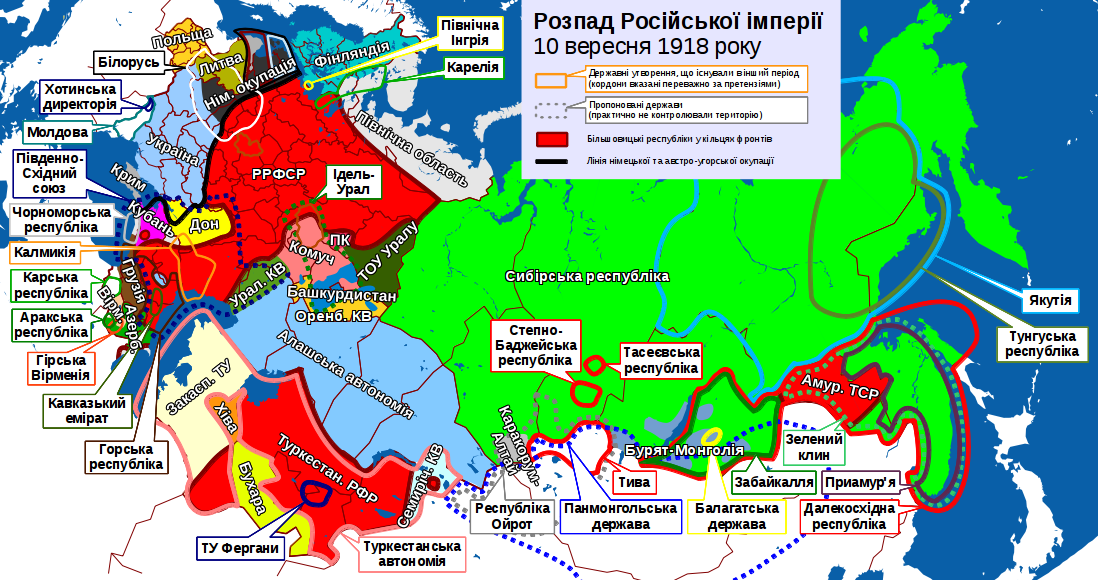
Герцогство на карті розпаду Російської імперії

Герцогство Курляндії і Семигалії (нім. Herzogtum Kurland und Semgallen; латис. Kurzemes un Zemgales hercogiste) — держава у Східній Європі нового часу. Проголошена наприкінці Першої світової війни, 8 березня 1918 року земельною радою (ландесратом) остзейських німців на території російської Курляндської губернії, колишнього герцогства Курляндії і Семигалії. Земельна рада запропонувала герцогську корону кайзеру Вільгельму II. Хоча Рейхстаг підтримував самовизначення балтійських народів, німецький генеральний Штабу продовжував політику приєднання країн Балтії до Німецької Імперії, спираючись на остзейських німців. Восени 1918, на території всієї Балтії було створено Об'єднане Балтійське герцогство, яке було формально визнано кайзером 22 вересня 1918; терен Курляндського герцогства стала його частиною.

## Передумови
Під час Першої Світової війни німецькі війська восени 1915, окупували територію Курляндської губернії Російської імперії. Фронт стабілізувався по лінії Рига — Двинськ — Барановичі.
16 листопада 1917, була сформована Народна Рада Латвії, яка 30 листопада 1917, проголосила створення автономної латвійської провінції з кордонами, проведеними за етнографічним ознакою, а 15 січня 1918 року — створення незалежної Латвійської республіки.
Після революції в Росії німецькі війська почали наступ з Курляндії, і до кінця лютого 1918, окупували території російських Ліфляндської губернії і Естонської автономної губернії, де також було встановлено владу німецької військової адміністрації. 3 березня 1918, Радянська Росія підписала Берестейський мир, визнавши втрату Курляндської губернії, а угоди, підписані в Берліні 27 серпня 1918, позбавили її також Ліфляндської губернії і Естонської автономної губернії.
Паралельно з цим у вересні 1917, остзейські німці почали формувати політичні структури, користуючись заступництвом окупаційної адміністрації, і 8 березня 1918, ландесрат, що складався з остзейськіх німців, проголосив створення Герцогства Курляндського і Семигальского, і запропонував герцогську корону кайзеру Вільгельму II.

## Визнання
Кайзер Вільгельм II визнав створення Курляндії як васала Німецької імперії в посланні Курляндському ландесрату 8 березня 1918.

## Втрата державності
Восени 1918, на території всієї Балтії було створено Об'єднане Балтійського герцогство, яке було формально визнано кайзером 22 вересня 1918; територія Курляндського герцогства стала його частиною.

## Ресурси Інтернету
- Baltic Duchy (1918) [Архівовано 18 січня 2013 у Wayback Machine.] at crwflags.com.
- Baltic Duchy (1918) [Архівовано 14 березня 2012 у Wayback Machine.] at 1uptravel.com.